# Faddergåvan
Faddergåvan är en ö i Finland. Den ligger i Skärgårdshavet och i kommunen Raseborg i den ekonomiska regionen  Raseborg i landskapet Nyland, i den sydvästra delen av landet. Ön ligger omkring 98 kilometer väster om Helsingfors.
Öns area är 3,5 hektar och dess största längd är 260 meter i sydväst-nordöstlig riktning. Ön höjer sig omkring 25 meter över havsytan. I omgivningarna runt Faddergåvan växer i huvudsak barrskog.